# Słaba hipoteza Goldbacha
Słaba hipoteza Goldbacha – przypuszczenie w teorii liczb, które mówi, że każda liczba naturalna nieparzysta i większa od 7 jest sumą trzech nieparzystych liczb pierwszych (niekoniecznie różnych).
Przymiotnik „słaba” odróżnia tę hipotezę od „mocnej” hipotezy Goldbacha, mówiącej że każda parzysta liczba naturalna większa od 4 jest sumą dwóch nieparzystych liczb pierwszych. Gdyby słuszna była mocna hipoteza, słuszna byłaby również słaba – wystarczyłoby od danej liczby nieparzystej większej od 7 odjąć 3 i otrzymaną liczbę parzystą przedstawić zgodnie z mocną hipotezą Goldbacha.

## Rozwój badań

### XX wiek
W roku 1923 Hardy i Littlewood udowodnili, że przy założeniu uogólnionej hipotezy Riemanna słaba hipoteza Goldbacha jest prawdziwa dla wszystkich "dostatecznie dużych" liczb nieparzystych.
W roku 1937 sowiecki matematyk Iwan Winogradow udowodnił, że każda dostatecznie duża liczba nieparzysta daje się przedstawić jako suma trzech nieparzystych liczb pierwszych – jest to twierdzenie Winogradowa. Wynik Winogradowa poprawił jego uczeń Konstantin Borozdkin, który w 1956 roku udowodnił, że "dostatecznie duża" oznacza w tym przypadku "większa od {\displaystyle \mathrm {e} ^{\mathrm {e} ^{16{,}038}}\approx 3^{3^{15}}}". Liczba ta ma 4008660 cyfr dziesiętnych.
W 1997 roku Deshouillers, Effinger, Te Riele i Zinowiew wzmocnili wynik Hardy'ego i Littlewooda dowodząc, że uogólniona hipoteza Riemanna pociąga za sobą słabą hipotezę Goldbacha.

### XXI wiek
W 2002 roku Liu Ming-Chit i Wang Tian-Ze poprawili oszacowanie Borozdkina dowodząc, że już każda liczba większa od {\displaystyle n>e^{3100}\approx 2\times 10^{1346}} spełnia warunek słabej hipotezy Goldbacha. 
W maju 2013 roku Harald Helfgott (część analityczna) i Platt (obliczeniowa) podali pełny dowód słabej hipotezy Goldbacha. Pierwszy z nich wykazał także, iż z prawdziwości słabej hipotezy Goldbacha wynika fakt, iż każdą dostatecznie dużą liczbę parzystą można zapisać jako sumę co najwyżej czterech liczb pierwszych.
Sprawdzenie komputerowe czy mniejsze liczby również spełniają hipotezę Goldbacha przy obecnym stanie  technologii prowadzi do liczb rzędu {\displaystyle 10^{18}}  dla mocnej hipotezy i niewiele większych dla słabej.